# Aeroportul Koltsovo
Aeroportul Koltsovo (IATA: SVX, ICAO: USSS) este un aeroport din Ekaterinburg, Yekaterinburg Municipality⁠(d), Regiunea Sverdlovsk, Rusia ce deservește zona Ekaterinburg. Aeroportul a fost tranzitat în 2021 de 5.973.142 de pasageri. A fost deschis în 1930 și numit după Akinfiy Nikitich Demidov⁠(d).
Situat la o altitudine de 233 m, aeroportul dispune de 2 piste. Este operat de Airports of Regions⁠(d).

## Infrastructură

### Piste
Aeroportul dispune de 2 piste. Pista 08R/26L are suprafața de beton și dimensiunile 3.026 m × 53 m. Pista 08L/26R are suprafața de asfalt și dimensiunile 3.004 m × 45 m. 